# Sinfonia n. 7 (Glazunov)
La Sinfonia n. 7 in fa maggiore, Op. 77, Pastorale di Aleksandr Konstantinovič Glazunov fu composta nel 1902 e fu dedicata al mecenate ed editore musicale Mitrofan Petrovič Beljaev. Quest'opera dimostra l'inclinazione di Glazunov per la musica tedesca e il pensiero classico: il suo primo movimento allude specificamente al mondo tematico e al suono rustico della Pastorale di Beethoven, e più in generale, al pastoralismo classico-romantico. Commentando la sua settima sinfonia in una lettera a Sergej Taneev, Glazunov scrisse: